# Polska na Zimowym Pucharze Europy w Rzutach 2002
Polska na Zimowym Pucharze Europy w Rzutach 2002 – reprezentacja Polski podczas zawodów, które odbyły się 9 i 10 marca we Chorwacji, liczyła czterech zawodników.

## Występy reprezentantów Polski

### Mężczyźni
- Pchnięcie kulą
  - Leszek Śliwa z wynikiem 19,78 zajął 2. miejsce w silniejszej grupie A
- Rzut dyskiem
  - Andrzej Krawczyk z wynikiem 60,37 zajął 8. miejsce w grupie A
  - Olgierd Stański z wynikiem 59,09 zajął 12. miejsce w grupie A

### Kobiety
- Rzut dyskiem
  - Marzena Wysocka z wynikiem 55,87 zajęła 10. miejsce w grupie A